# Melchior Zobel von Giebelstadt
Pour les articles homonymes, voir Zobel.
Melchior Zobel von Giebelstadt (né le 18 septembre 1505 à Giebelstadt, mort le 10 avril 1558 à Wurtzbourg) est prince-évêque de Wurtzbourg de 1544 à 1558.

## Biographie
Il est issu d'une famille noble qui donne d'autres membres ecclésiastiques : Johann Georg Zobel von Giebelstadt, prince-évêque de Bamberg de 1577 à 1580, les chanoines Philipp Franz Johann Adolf Christoph Friedrich Zobel von Giebelstadt ou Ferdinand Zobel von Giebelstadt.
Son père est George Zobel et la mère, Dorothea Rüdt von Callnberg. Il est destiné à la vie religieuse. Il sert le chapitre de Wurtzbourg le 27 janvier 1521 et étudie dès l'été à l'université de Wittemberg. Il ne semble pas sensible aux idées qui s'y développent alors. L'hiver suivant, il va à l'université de Leipzig. Il devient chanoine Wurtzbourg en 1522. En 1525, il défend la Forteresse de Marienberg lors de la guerre des Paysans allemands. Le 6 mars 1540, il est élu doyen de la cathédrale de Würzburg et reçoit l'ordination de prêtre le 16 avril de la même année.

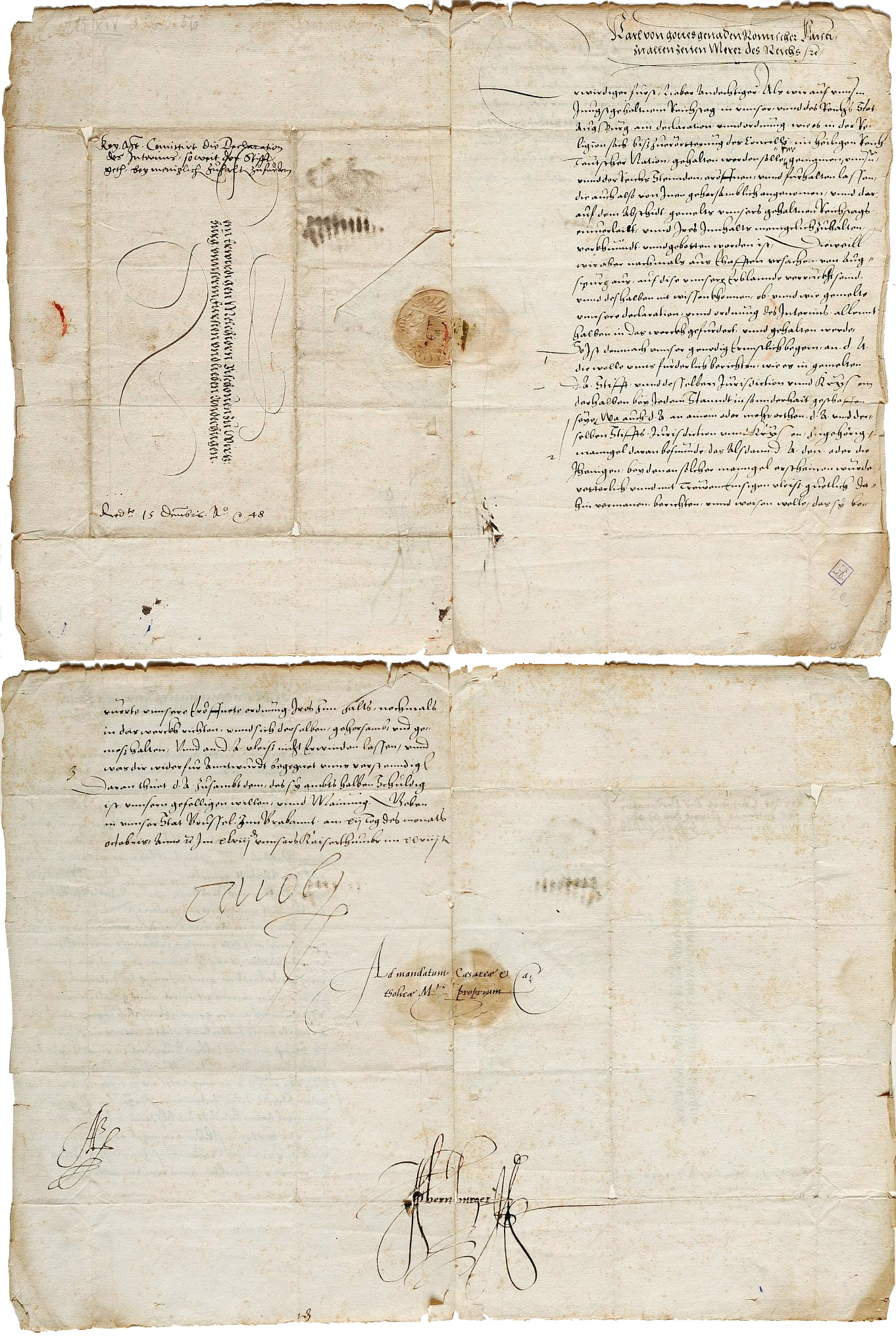
Lettre du 12 octobre 1548 de Charles Quint à Melchior Zobel lui demandant de respecter l'Intérim d’Augsbourg

En 1540, il cherche à être élu évêque mais échoue. Il le devient le 19 août 1544. Il informe l'empereur Charles Quint de son élection qu'il accepte, puis le pape Paul III qui le confirme l'année suivante. L'un de ses premiers actes est de revoir le don de 10 000 florins à Wilhelm von Grumbach (de) qu'avait fait son prédécesseur. Il reprend comme conseiller Lorenz Fries (de).
Lors de la Diète d'Empire à Augsbourg en 1548, il fait partie des six princes et prélats qui critiquent l'Intérim d’Augsbourg mis en cause lors d'une audience le 9 avril par une plainte de Charles Quint. Le 15 avril, il fait sa soumission à l'empereur et accepte qu'il y ait des États protestants. Mais en juillet et en octobre 1548, l'évêque critique les nouvelles lois.
Il se dispute violemment avec Friedrich Bernbeck (de), bourgmestre de Kitzingen et partisan de la Réforme. En 1556, il tente d'implanter un collège jésuite, mais l'ordre ne trouve pas d'assez de membres pour le faire.
Peu avant sa mort en 1544, son prédécesseur, Konrad von Bibra, offre 10 000 florins personnels à Wilhelm von Grumbach (de) sans le consentement du chapitre. Zobel exige de Grumbach qu'il enlève les bornes frontières mises illégalement dans la forêt de Gramschatz. Grumbach réclame 8 000 autres florins que Bibra lui donne dans son testament. Zobel tente aussi de reprendre tout cet argent. Grumbach en rend 3000, mais les relations entre l'évêque et son vassal sont détruites. Grumbach quitte Wurtzbourg.

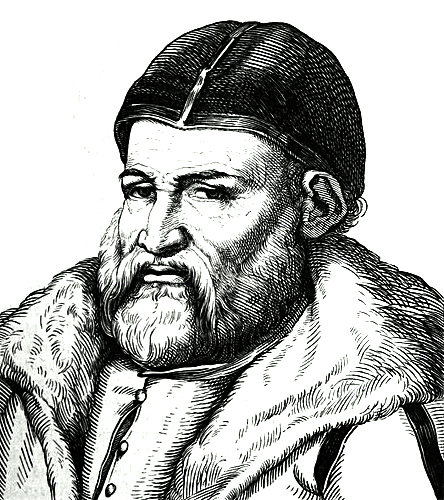
Wilhelm von Grumbach (portrait du XIXe siècle)

Après quelques plaintes devant le Conseil aulique, après la défaite lors de la bataille de Sievershausen, Albert II Alcibiade de Brandebourg-Kulmbach, fuit en France. Zobel réquisitionne les propriétés de Grumbach. Afin de récupérer ses biens et sa position, Grumbach tente d'enlever Zobel. Par deux fois, son bras droit Kretzer échoue. En avril 1558, les courtisans Fuchs von Winfurt et Carl von Wenkheim assassinent le prince-évêque et s'échappent. Grumbach proteste de son innocence et rejoint Albert II Alcibiade à l'étranger.
Le nouveau prince-évêque Friedrich von Wirsberg poursuit les meurtriers. Kretzer est pris à la frontière française puis pendu avant qu'il n'y ait un procès. Après d'autres infractions, Grumbach subit un procès ; il est écartelé à Gotha en avril 1567.

## Source, notes et références
- (de) Cet article est partiellement ou en totalité issu de l’article de Wikipédia en allemand intitulé « Melchior Zobel von Giebelstadt » (voir la liste des auteurs).
- (de) Franz Xaver von Wegele, « Melchior Zobel von Giebelstadt », dans Allgemeine Deutsche Biographie (ADB), vol. 21, Leipzig, Duncker & Humblot, 1885, p. 286-289
- Alfred Wendehorst: Die Bistümer der Kirchenprovinz Mainz. Das Bistum Würzburg. Germania Sacra Bd.13, Teilband III, Die Bischofsreihe von 1455 bis 1617, Berlin 1978,  (ISBN 978-3-11-007475-8), S. 109 f. (Onlineleseprobe)
- (de) Alfred Wendehorst, « Melchior Zobel von Giebelstadt », dans Neue Deutsche Biographie (NDB), vol. 17, Berlin, Duncker & Humblot, 1994, p. 8 (original numérisé).
- Christoph Bauer: Melchior Zobel von Giebelstadt, Fürstbischof von Würzburg (1544–1558). Diözese und Hochstift in der Krise, (Reformationsgeschichtliche Studien und Texte, Bd. 139), Münster, 1998.  (ISBN 978-3-402-03803-1)